# Yeon
Yeon o Yun (연) es un apellido coreano. El nombre corresponde a los apellidos chinos Yan (燕, 延) o Lian (連). El hanja 燕, 延 es más parecido a 連, que es exclusivamente chino y se traduce al coreano como Lyun (련). Yeon también puede referirse al apellido extinto 淵.

## Origen

### 燕
Yeon (燕) fue el nombre del desconocido noble feudal de Baekje durante el siglo V.

### 延
Durante la Dinastía Joseon, el apellido japonés Nobu (延) se naturalizó al coreano como Yeon.

### 淵
Yeon (淵) fue el apellido de Yeon Gaesomun, un general de Goguryeo. Pasó a extinguirse cuando la familia emigró a otra nación asiática, cambiando los restantes apellidos de las familias a un apellido coreano.